# Gyulay Sámuel
Marosnémeti és nádaskai gróf Gyulay Sámuel (Tornanádaska, 1723. július 28. – Székelybere, 1802. április 24.), magyar gróf, császári-királyi altábornagy, a hétéves háború hadvezére, 1764-től a székely határőr dandár parancsnoka, 1773-tól a 32. gyalogezred („Harminckettesek”) ezredtulajdonosa, Gyulafehérvár katonai parancsnoka.

## Élete
Gyulay (Gyulai) Sámuel gróf édesapja Gyulay Ferenc gróf (1674–1728), édesanyja losonci Bánffy Mária grófnő volt. Ő volt a házaspár negyedik, legkisebb gyermeke. Testvérei: Klára (betleni Bethlen Imre felesége), ifj. Ferenc, és Katalin.
Gyulai Sámuel gróf katonai pályája az osztrák örökösödési háborúban (1740–1748) kezdődött. Az ezt követő hétéves háború (1756–1763) során már ezredesként harcolt. 1762. augusztus 2-án a csehországi Teplitz (ma: Teplice) melletti harcokban tanúsított helytállásáért 1763. november 11-én a Katonai Mária Terézia-renddel tüntették ki.
1762-ben Mária Terézia királynő utasítására az Udvari Haditanács katonai bizottságot küldött Erdélybe, hogy a székely határőrséget betagolja a birodalmi hadseregbe. A székelyek ellenállását fegyveres erőszakkal törték meg. 1764. január 7-én éjjel Joseph von Siskovits báró altábornagy katonái tömegmészárlást rendeztek a Csík-Madéfalván összegyűlt lakosság között, az életben maradottak Bukovinába menekültek. Ezt követően március 7.–március 16. között a Bizottság katonai fedezet alatt végrehajtotta az erdővidéki kényszersorozást. Háromszéken megszervezték a 2. székely gyalogezredet, Kézdivásárhely központtal, és a székely huszárezredet Sepsiszentgyörgy központtal. A székely gyalog- és huszárezredeket egyetlen határőr dandárban egyesítették, amelynek parancsnoka marosnémeti és nádaskai gróf Gyulay Sámuel vezérőrnagy lett.
1773-ban, Forgách Miklós tábornok halála után a róla elnevezett magyar gyalogezred tulajdonosává Gyulay Sámuel vezérőrnagyot nevezték ki. A Gyulay-ezred 1781-től kezdve Pestről és környékéről vette kiegészítését, ezért nevezik (mindmáig) a magyar főváros háziezredének. 1796-tól a Gyulay-ezred a 32. hadrendi számot viselte („Harminckettesek”).
A felállítás alkalmával az ezredet ezredparancsnokáról nevezték el, amely elnevezését természetesen Forgách Ignácnak tábornokká és az ezred valóságos tulajdonosává történt kinevezése után is megtartotta 1773-ig, Forgách haláláig. 1773-tól 1802-ig az ezred tulajdonosa Gyulay Sámuel gróf altábornagy lett. 1777-ben altábornaggyá nevezték ki. Gyulafehérvár (Karlsburg) katonai parancsnokaként hunyt el 1802. április 24-én.
Halála után a „Harminckettesek” ezredtulajdonosa galántai Esterházy Miklós herceg tábornok lett (1832-ig).

## Gyermekei
Gyulay Sámuel tábornok kászoni Bornemisza Anna bárónőt vette feleségül, akitől 4 gyermeke született:
- Gyulay Krisztina (1760–1785), aki 1779-ben gróf göncruszkai Kornis Zsigmondhoz (1750–1809) ment feleségül.
- Gyulay Ignác tábornagy, horvát-szlavón bán (1763–1831), aki Julia von Edelsheim bárónőt vette feleségül. Egyetlen fiuk, Gyulay Ferenc császári-királyi táborszernagy (1798–1868) az 1859-es szárd háborúban a császári csapatok főparancsnokaként súlyos vereséget szenvedett a franciáktól a magentai ütközetben.
- Ifj. Gyulay Sámuel († 1794. december 30.), aki Bornemisza Borbála bárónőt vette feleségül.[2]
- Gyulay Albert altábornagy (1766–1835), aki Julia van Wynants németalföldi grófnőt (†1824) vette feleségül.

## Művei
- Magyar oratio, mellyben hogy az eklésiai szent hivatal a fő rendnemeseket illesse, meg-mutattatik… Verses értekezés, melyet édesanyjának, Losontzi Bánffy Anna grófnőnek ajánlott, 1740-ben (Online változat a MEK-OSZK honlapján)
- Emlékezet kő, melyet emelt Gyulai Kata gróf kisasszonynak. H. n., 1742
- Hadi készület, a vagy buzgó imádságok. Melyeket mindennapi szükség szerint idegen Földeken bujdostában egyszer és másszor irt, mostan pedig rendben szedett és együvé tett... 1747. eszt. Mind Sz. Havában. Szeben, 1750